# حمام محمود بهادری
حمام محمود بهادری مربوط به دوره قاجار است و در اسکو، خیابان امام، بالاتر از مسجد بازار واقع شده و این اثر در تاریخ ۱ مرداد ۱۳۸۶ با شمارهٔ ثبت ۱۹۲۲۹ به‌عنوان یکی از آثار ملی ایران به ثبت رسیده است.